# Ziegenrück
Ziegenrück (pronunciación en alemán: /ˈt͡siːɡn̩ʁʏk/ⓘ) es un municipio situado en el distrito de Saale-Orla, en el estado federado de Turingia (Alemania), a una altitud de 300 metros. Su población a finales de 2016 era de unos 600 habitantes y su densidad poblacional, 80 hab/km².
Se encuentra ubicado a poca distancia al norte de la frontera con los estados de Sajonia y Baviera.

## Galerìa

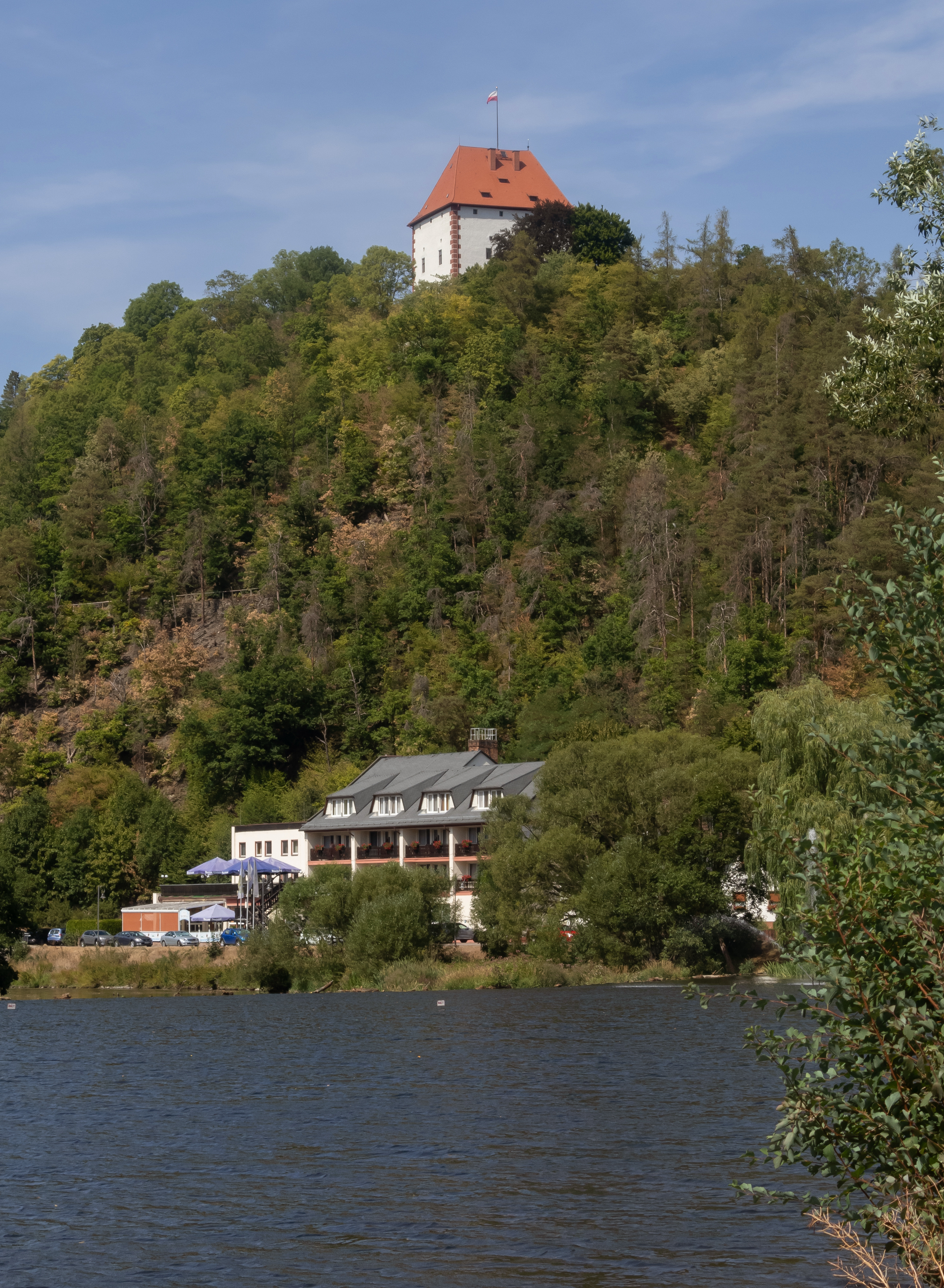
Kemenate Orlamünde (restos del complejo del castillo)
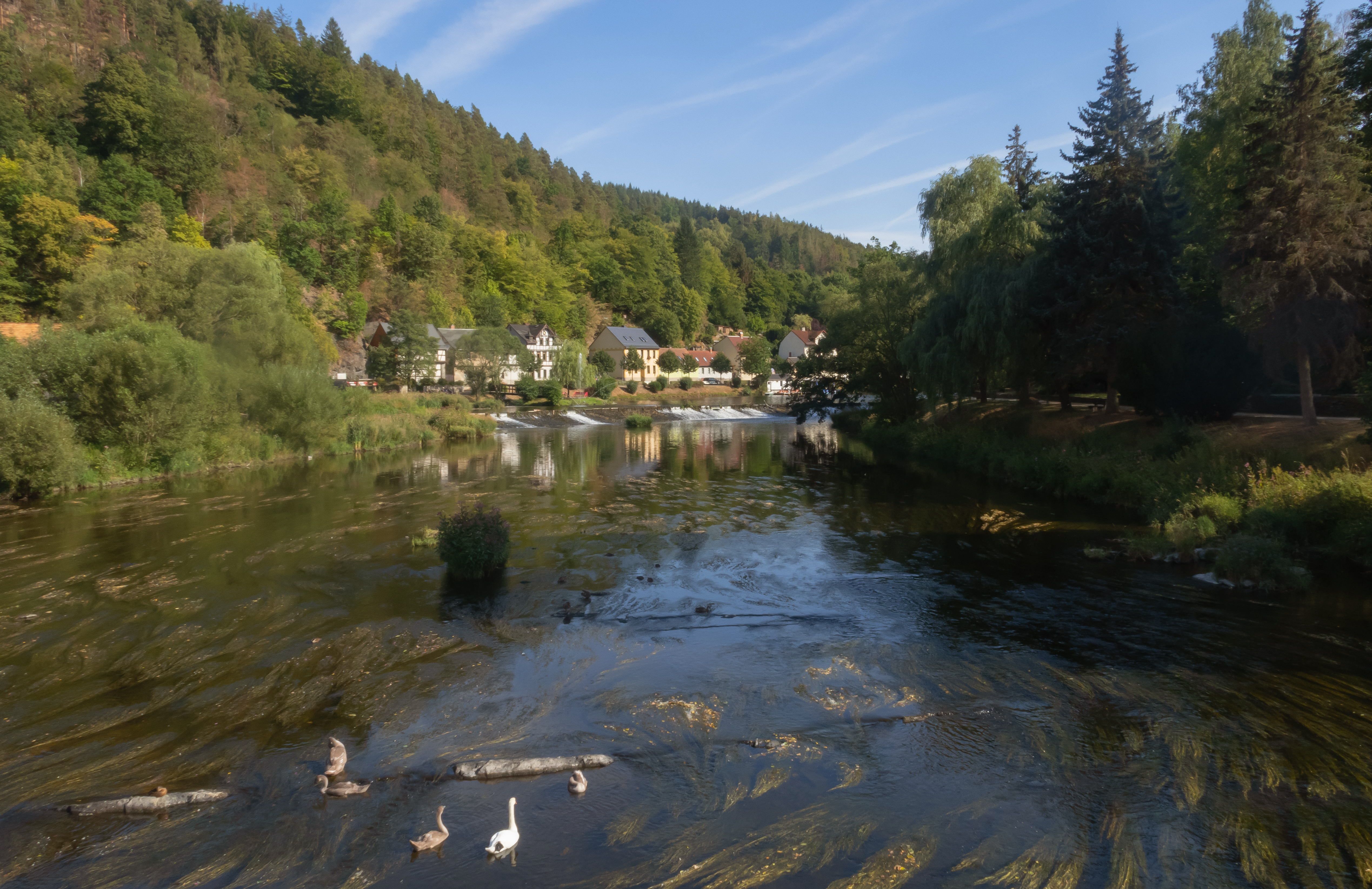
El rio Saale desde el puente
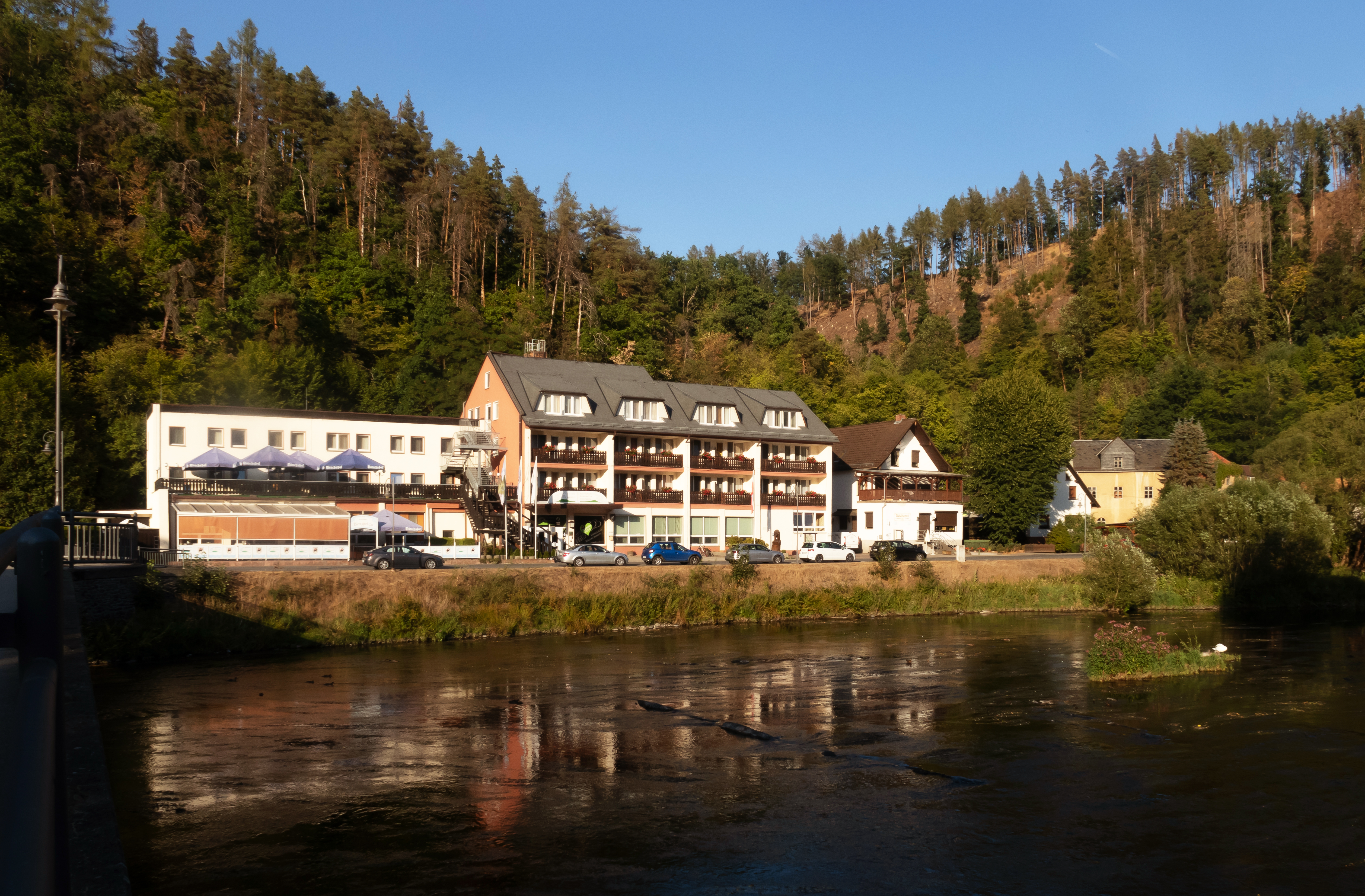
Hotel Am Schlossberg